# فرودگاه بین‌المللی پالمرستون نورث
 فرودگاه بین‌المللی پالمرستون نورث (به انگلیسی: Palmerston North International Airport) یک فرودگاه همگانی با کد یاتا PMR است که یک باند فرود آسفالت دارد و طول باند آن ۱۹۰۲ متر است. این فرودگاه در شهر پالمرستون نورث کشور نیوزلند قرار دارد و در ارتفاع ۴۶ متری از سطح دریا واقع شده است.

## شرکت‌های هواپیمایی و مقصدهای پروازی

### مسافری
| شرکت‌های هواپیمایی                             | مقصدهای پروازی                       |
| --------------------------------------------- | ------------------------------------ |
| ایر نیوزلند لینک اجرا توسط ایر نلسون          | اوکلند، کرایست‌چرچ، همیلتون، ولینگتون |
| ایر نیوزلند لینک اجرا توسط Mount Cook Airline | اوکلند، کرایست‌چرچ                    |
| جت‌استار اجرا توسط ایسترن استرالیا ایرلاینز    | اوکلند                               |
| اوریجین‌ایر                                    | نلسون                                |

### باری
| شرکت‌های هواپیمایی          | مقصدهای پروازی    |
| -------------------------- | ----------------- |
| Parcelair اجرا توسط ایرورک | اوکلند، کرایست‌چرچ |